# Maurice Fourré
Maurice Fourré, né à Angers le 27 juin 1876 où il est mort le 17 juin 1959, est un romancier poète français, dont la carrière commence tardivement avec la publication en 1950, l’année de ses soixante-quatorze ans, de son premier roman, La Nuit du Rose-Hôtel, préfacé par André Breton. 

## Biographie
Maurice-Jules-Philibert Fourré naît à Angers le 27 juin 1876 dans une famille d’industriels prospères. Son père, Amédée Fourré, né à Niort en 1849, est par son mariage associé à l'entreprise familiale de quincaillerie en gros qu’avait fondée son beau-père Jules Nau, né au Puy-Notre-Dame en 1824. Sa mère est née Valérie Nau en 1853 à Angers, où elle mourra en 1936.
Ce milieu bourgeois et commerçant le situe d'entrée de jeu sous le signe d’une contradiction qui le poursuivra toute sa vie : sous l'« expression épicière », et en dépit d’elle, va se révéler un rêveur impénitent. Et c’est ainsi que, dans les intermittences d’une existence qui le vouait aux affaires, ce fils de famille, ce dandy de la Belle Époque s’ingéniera à faire éclore une œuvre littéraire singulière, désireuse avant tout de « faire naître de belles ombres ».
Au lycée David d'Angers où il entre en 1887, il est un élève fantaisiste et indiscipliné, n'obtenant ni prix ni accessit, mais bien plutôt, selon ses propres termes « l’accablement scolaire du discrédit, avec une soudaine réussite à l'écrit du baccalauréat où je fus accusé d'avoir corrompu mon voisin de concours, et peut-être même suborné le Président du Sénat ! ». Par contre, échec à l’oral :

« Je venais à Rennes pour la cérémonie de l'oral du baccalauréat. L'infortuné Victor Basch, qui devait être mis à mort par les Allemands durant la dernière guerre, était interrogateur pour les mathématiques, l'allemand et la philosophie. Me questionnant sur les mathématiques, il me dit a priori :
– J'ai donné un zéro à un élève de Mongazon [école privée d’Angers], je viens de donner un zéro à un autre élève de l'Externat. Vous arrivez du lycée d'Angers, quelle note vais-je vous donner ?
J'ai répondu :
– Zéro »

Suivent quelques mois d'insouciance, auxquelles le service militaire met un terme. « Bon dispensé » en 1896, en tant qu' « ouvrier d'art », car il est apprenti chez un maître-verrier (précisément dans ce but), il  ne restera sous les drapeaux que du 13 novembre 1897 au 17 septembre 1898.
Après de brèves fiançailles vite rompues (1898) il connaît une nouvelle période d’instabilité (il mène selon ses propres termes une « vie d'aventurier en chapeau melon »). Après avoir éprouvé un vif chagrin d’amour (qui le poussera même à la tentative de suicide, en 1905, semble-t-il), il trouve un emploi de secrétaire particulier auprès du romancier René Bazin, cousin germain (par alliance) de sa mère. Sous son influence et ses conseils, il commence à écrire.
En 1903, il adresse à Bazin une première nouvelle, Une ombre, qui serait parue dans les Annales politiques et littéraires mais dont le texte n'a pu être retrouvé jusqu'ici. En 1907, il publie un récit plus ambitieux, Patte-de-Bois, dans la Revue Hebdomadaire. Ces textes courts (il y en aura plusieurs autres, sans compter tous ceux qui n’ont pu être localisés) resteront longtemps sans lendemain, mais Fourré s’y est fait la main, y a mis beaucoup de lui-même, et l'on peut supposer qu'ils lui ont dans une certaine mesure, révélé sa vocation d’écrivain : « Cependant il me faudrait rappeler que, dans ces temps antédiluviens [en 1910], j’appartenais un peu au monde des écrits… ».
En 1910, s’éloignant de René Bazin, il s'attache brièvement à Gaston Deschamps, qui avait succédé en 1893 à Anatole France comme « titulaire du feuilleton de critique littéraire » du quotidien Le Temps.  Deschamps, qui est alors en pleine campagne électorale dans les Deux-Sèvres, promeut Fourré agent électoral et rédacteur en chef de L’Avenir Républicain, organe de l’« Union des éléments modérés ».
C’est par Deschamps, et grâce aussi à Abel Ferry, « Sous-Secrétaire d’État aux Affaires étrangères au cabinet Viviani », que Fourré fera ensuite la connaissance de Paul Cuny (1872-1925), député des Vosges et richissime industriel cotonnier, qui fut parfois associé à Marcel Boussac. Il en sera d’abord, en 1911, le secrétaire politique, avant d'assumer les fonctions de « secrétaire général de l'ensemble de ses affaires industrielles », ce qui le fera beaucoup voyager, dans les Vosges, en « Allemagne » (c'est-à-dire, dans l'Alsace occupée d'avant 1914), peut-être en Russie, et jusqu'en Égypte  Sauf pendant les quatre ans de la Première Guerre mondiale, où il est mobilisé (d'août 1914 à janvier 1919) dans l'infanterie territoriale, il restera au service de Cuny, jusqu'à la mort prématurée de ce dernier, en 1925, à l'âge de cinquante-trois ans. De son propre aveu, pendant toute cette période, très pris par ses activités professionnelles et ses déplacements, Fourré a complètement cessé d’écrire. « René Bazin, que je n’ai pas assez revu vers la fin de sa vie, quand je me croyais mort à la littérature… ».
Ayant donc perdu son emploi, et sans désir réel de relancer une carrière, il choisit de rallier le vaisseau familial. Il revient à Angers, en cette même année 1925, s'installe chez sa mère au 23 quai Gambetta, au bord de la Maine (son père est mort en 1918), reprend des études, de philosophie et de littérature, à l'Université catholique de l'Ouest – et, occasionnellement, du service dans l’entreprise familiale, dont il est, nominalement du moins, l'un des associés de 1925 à 1929. Cette collaboration deviendra permanente en 1939, au moment où son neveu Jean Petiteau, l'un des dirigeants, se trouvera mobilisé, et elle durera, vaille que vaille, jusqu'à la fermeture de l’entreprise en 1954.
C'est vers cette époque aussi qu'il s'attelle très sérieusement à un projet entrepris dès le début des années trente : l'écriture d'un premier roman, La Nuit du Rose-Hôtel, qu'il ne considérera véritablement achevé qu'en 1948 –  il le remaniera encore jusqu’au dernier détail la veille même de la publication.
Sa vie va alors connaître un tournant.
À la suite d'une lecture partielle du manuscrit, faite pendant l’été 1944 à certains de ses proches, dont l’accueil est enthousiaste, il se hasarde à le confier à deux intermédiaires de choix : à son ami Stanislas Mitard, magistrat à la cour d'Angers, qui se trouve être un ancien condisciple de Julien Gracq au lycée de Nantes, et aussi son partenaire favori aux échecs ; et, par ailleurs, à un autre ami proche, Michel Carrouges, dont les liens avec l'intelligentsia parisienne en général, et les membres du groupe surréaliste en particulier, sont bien connus. Tous deux auront la même idée : c’est un texte pour Breton ! Par une coïncidence étonnante, le manuscrit parviendra, via Gracq, d'une part, et Carrouges, de l'autre, le même jour de janvier 1949 entre les mains d'André Breton. Celui-ci, aussitôt conquis, en fera lire publiquement des extraits au cours d’une soirée organisée à Montparnasse, à l'Hôtel Littré, en présence d’un aréopage représentatif du Tout-Paris des lettres de ce temps-là (Raymond Queneau, Claude Lévi-Strauss, Jean Paulhan, Michel Butor, Julien Gracq, Michel Carrouges, etc.), avant de le publier en 1950, dans la collection « Révélation » qu'il vient de créer aux éditions Gallimard — et dont ce sera le seul titre... Il rédigera pour Cette Nuit une préface émerveillée, qui fera date, et contribuera à amener bien des lecteurs à l'œuvre de Fourré. Il envisagera aussi d'insérer un chapitre « Maurice Fourré », dans l'édition révisée de son Anthologie de L'Humour Noir, à paraître cette même année 1950, mais renoncera finalement à ce projet.
Cette volte-face de Breton est très révélatrice, voire symbolique, de la position ambiguë qu’occupe toute l'œuvre de Fourré dans les années de l'après-guerre,  qui se caractérisent, de façon schématique, par une littérature noire et pessimiste, marquée par l’existentialisme et l’engagement politique, et où le surréalisme perd beaucoup de son  aura.  Si la poésie n’est nullement absente de cette période de création, au contraire, ni d’ailleurs l'humour, plutôt âcre et noir (cf  Boris Vian, ou Queneau), Fourré est le seul à avoir proposé cette écriture inimitable, immédiatement reconnaissable entre toutes, tenant tout à la fois du poème et de la prose, empreinte d'un humour noir que masque poliment un éclat rose ; un style faussement désuet, rituel et cérémonieux, post-symboliste – mais pour rire ;  une narration dont les références couvertes à l’ésotérisme et à l’alchimie sont multiples ; une action dont la cruauté est accentuée par les mignardises du ton.
Nul n’a su mieux le formuler que Michel Butor, admirateur de la première heure : 
« Le noyau que Maurice Fourré pare, enrobe, amortit de ses sucreries arachnéennes, nul doute qu'il était à l'origine fort dur, et l'imprudent non prévenu qui, trompé par l'apparence délicieuse, y mordrait de façon trop brutale risquerait fort de s'y casser les dents. La pilule qu'il veut dorer est ce qu'il y a de plus amer : la décrépitude et la mort contre lesquelles tout ceci est lutte et vigilance. Au cœur de la pâtisserie tout entière trempée d'alcool, loge une goutte de l'acide le plus corrosif …  La confiserie que nous tend Maurice Fourré est semblable à celles que fabriquent les Mexicains pour leur carnaval, tout entières de sucre scintillant mais ayant la forme d'un crâne ».
S'étant découvert, à près de soixante-quinze ans, « surréaliste sans le savoir », Maurice Fourré écrira encore trois autres romans et en ébauchera un cinquième avant de s’éteindre à Angers, le 17 juin 1959[réf. nécessaire], dix jours avant son quatre-vingt-troisième anniversaire.
Il laisse une œuvre unique dans son ton et dans sa forme, romans-poèmes (c’est sa propre formule) où, en artificier du langage, il a su transmuer en matière incandescente la réalité le plus souvent banale qu’il tire du cadre de sa propre vie, en en réenchantant les lieux et les êtres par la vertu d'une verve poétique étourdissante. Œuvre demeurée quasi secrète, confinée dans la pénombre d'une persistante confidentialité, bien qu’ayant suscité l’admiration de Breton et des surréalistes, mais aussi de Cocteau, Bachelard, Gracq, Butor, Paulhan et de bien d'autres. Mais comme l’écrivait à si juste titre André Breton au moment de la mort de Maurice Fourré : « son œuvre est prise dans ses gloires. Elle est de celles qu’on redécouvrira ».

## Œuvres

### Romans
- La Nuit du Rose-Hôtel, Gallimard, 1950. Premier (et unique) numéro de la collection Révélation, dirigée par André Breton. Préface d'André Breton. Couverture illustrée en couleurs sur une maquette de Pierre Faucheux. N.B. Le chapitre X de La Nuit du Rose-Hôtel ainsi que la préface d'André Breton ont été pré-publiés chez Gallimard dans Les Cahiers de la Pléiade, dirigés par Jean Paulhan, en 1949.
Réédition dans la collection L'Imaginaire avec la préface d'André Breton, sous couverture blanche, titre en couleurs, Gallimard, 1979.
- La Marraine du sel, Gallimard, Collection blanche, 1955.
Réédition du texte intégral, établie et préfacée par Bruno Duval, aux Éditions de L'Arbre vengeur, Bordeaux, 2010.
- Tête-de-Nègre, Gallimard, Collection blanche, 1960.
Réimpression Gallimard, 1981.
- Le Caméléon mystique, Édition posthume, établie et préfacée par Jean-Pierre Guillon, Calligrammes, Quimper, 1982.
Nouvelle édition parue en novembre 2019, chez Ginkgo éditeur, dans la collection « l’Ange du Bizarre » dirigée par P. Laurendeau. N.B. un fragment du Caméléon mystique a été publié par Philippe Audoin in Maurice Fourré, rêveur définitif, Le Soleil noir, 1978.
- Fleur-de-Lune, Roman laissé inachevé (notes et cahiers préparatoires) à la mort de l’auteur, en 1959. Notes transcrites et commentées par J. Simonelli, in Fleur de Lune, n° 30, 31, 32 (2013-2014), puis 41 et 42 (2019)

### Nouvelles
- Patte-de-Bois, Calligrammes (Quimper) 1985, édition établie et préfacée par Jean-Pierre Guillon d’après le texte intégral paru dans La Revue hebdomadaire, dirigée par René Bazin, en 1907.
- Il fait chaud !, Récit paru le 17 mars 1907 dans la rubrique Contes d’Anjou et d’ailleurs de L’Angevin de Paris, organe hebdomadaire des intérêts de l’Anjou Repris dans le recueil ainsi intitulé (Il fait chaud ! et autres nouvelles), Cahiers Fourré, AAMF Éditions, Paris, 2011.
- Une conquête, texte paru dans le numéro du 15 septembre 1908 de La Nouvelle Revue, et en volume, édition établie et présentée par Jean-Pierre Guillon, avec des croquis de l’auteur relatifs à La Nuit du Rose-Hôtel. Éditions du Fourneau (Paris), 1990. Repris dans le recueil Il fait chaud ! et autres nouvelles, Cahiers Fourré, AAMF Éditions, Paris, 2011.
- Autour d'un cerceau, texte paru dans L’Angevin de Paris du 21 février 1909, dans la rubrique Contes d’Anjou et d’ailleurs. Repris dans le recueil Il fait chaud ! et autres nouvelles, Cahiers Fourré, AAMF Éditions, Paris, 2011.
- Pèlerinage à Notre-Dame de Charité, texte paru dans le Courrier de l’Ouest, le 28 juin 1955. Repris dans le recueil Il fait chaud ! et autres nouvelles, Cahiers Fourré, AAMF Éditions, Paris, 2011.
- Vacances imaginaires, texte paru dans le Courrier de l’Ouest, le 19 juillet 1955. Repris dans le recueil Il fait chaud ! et autres nouvelles, Cahiers Fourré, AAMF Éditions, Paris, 2011.
- Promenade à la rencontre du soleil, texte paru dans le Courrier de l’Ouest, numéro des samedi 20 et dimanche 21 août 1955. Repris dans le recueil Il fait chaud ! et autres nouvelles, Cahiers Fourré, AAMF Éditions, Paris, 2011.
- Triptyque de souvenirs enfantins, texte paru dans le Courrier de l’Ouest, le 28 septembre 1955. Repris dans le recueil Il fait chaud ! et autres nouvelles, Cahiers Fourré, AAMF Éditions, Paris, 2011.
- La cravate écossaise, texte paru dans le Courrier de l’Ouest, le 26 janvier 1956. Repris dans le recueil Il fait chaud ! et autres nouvelles, Cahiers Fourré, AAMF Éditions, Paris, 2011.
- Le Papillon de Neige, texte publié dans Le Pavé, Journal de l’association des étudiants angevins, le 22 juin 1956. Repris dans le recueil Il fait chaud ! et autres nouvelles, Cahiers Fourré, AAMF Éditions, Paris, 2011.

### Autres
- Ex Voto, poème inédit de Maurice Fourré, illustré de quatre estampes numériques de Tristan Bastit, Éditions de l’Ormée, 2017
- Correspondances. Lettres de Maurice Fourré à : André Breton, Julien Gracq, J. Paulhan, M. Carrouges, Th. Briand, L. Roinet, etc. Pour la plupart publiées par les soins de l’AAMF dans la revue Fleur de Lune ou la collection Les Cahiers Fourré.

### Ouvrages sur Maurice Fourré
- Maurice Fourré, rêveur définitif, par Philippe Audoin, Le Soleil noir, 1978
- Maurice Fourré et la Bretagne, par Jean-Pierre Guillon, Éditions Blanc Silex, Kergoulouet, 29350 Moëlan-sur-Mer.

### Les Cahiers Fourré
- Notes pour la Marraine du Sel, par M. Fourré, transcrites et commentées par Jacques Simonelli, 2010
- Dessins pour La Marraine, par Tristan Bastit, préface de B. Duval, 2010
- Lettres à Julien Gracq, par M. Fourré, préface de Bruno Chéné, 2011
- Maurice Fourré, La Marraine et Richelieu, actes du colloque organisé à Richelieu par les historiens du GRILH, préface de Christian Jouhaud, 2011
- Lettres à André Breton, par M. Fourré, préface de l’AAMF, 2013
- Il fait chaud ! et autres nouvelles, par M. Fourré, préface de J.-P. Guillon, 2013
- Les Éblouissements de Monsieur Maurice, pièce en trois actes librement adaptée des romans de Maurice Fourré, préface de Claude Merlin, 2017

### La revueFleur de Lune[10]
Publication semestrielle de l’Association des amis de Maurice Fourré, commencée en 1997. Quarante-deux numéros sont déjà parus à la date de novembre 2019, qui offrent inédits, correspondances, articles critiques, biographiques, historiographiques.

### Textes d’ensemble sur Maurice Fourré parus en revue
- Maurice Fourré, barde sans audience, par Jean-Pierre Guillon, Les Cahiers de l’Iroise n°1, nouvelle série, Brest, 1981
- Les Romans-poèmes d’un irrégulier, par Yvon Le Baut, Les Cahiers du Cerf, Université de Rennes, 1989
- Maurice Fourré à l’amande basilicale, par Claude Besson, La Mandragore, 2000
- Maurice Fourré, écrivain surréaliste malgré lui, par Bruno Chéné, Encres de Loire, Nantes, juin 2001
- Julien Lanoë et Maurice Fourré, pèlerins de l’inexprimable, par Jacques Simonelli, in Julien Lanoë, un homme dans sa ville, La Nouvelle Revue nantaise, Nantes, 2019.

### Anthologies, parutions dans ouvrages divers
- La Nuit du Rose-Hôtel, in La Clef des champs, A. Breton, Éditions du Sagittaire, 1953. (Reprise intégrale de sa préface à La Nuit du Rose-Hôtel).
- La Nuit du Rose-Hôtel, in Les Machines célibataires, M. Carrouges, Éditions Arcanes, 1954
- Un romancier surréaliste angevin : Maurice Fourré, par J. Chénieux in Les Angevins de la littérature, Librairie Droz, 1979.
- Maurice Fourré : la voie du modèle mécanique, in Inventer le réel : Le surréalisme et le roman (1922-1950), de J. Chénieux-Gendron, 1983 (réédition chez Honoré Champion, Paris, 2014).
- Paysages littéraires de Loire occidentale dans l’œuvre et la vie de Julien Gracq et de Maurice Fourré, par Bruno Chéné, Université d’Angers, 1980.
- Poètes singuliers du surréalisme et autres lieux, par Alain Aelberts et Jean-Jacques Auquier, 10/18, 1972.

### Théâtre, cinéma, conférences, expositions, émissions…
- Les Éblouissements de Monsieur Maurice, pièce en trois actes librement adaptée des quatre romans de Maurice Fourré par Claude Merlin ; mise en scène par le même au Lavoir moderne parisien, 1997-1998.
- La Colonne Maurice et Chez Fourré l’Ange vint, deux films moyen-métrage (52 min) tournés par B. Duval sur et autour de Maurice Fourré, 1999-2000, Tontoncoucou Productions.
- Maurice Fourré, lecture-conférence-exposition par Paul-Armand Gette, Chapelle du Généteil, Château-Gontier, mai 2002.
- Maurice Fourré sur Radio-Libertaire, émission Ondes de choc, décembre 2013, avec Jehan van Langhenhoven, T. Bastit, B. Duval, B. Dunner